# Megacyllene robusta
Megacyllene robusta es una especie de escarabajo longicornio del género Megacyllene, tribu Clytini, subfamilia Cerambycinae. Fue descrita científicamente por Linsley y Chemsak en 1963.

## Descripción
Mide 20-21 milímetros de longitud.

## Distribución
Se distribuye por Estados Unidos.